# جميل البحري
جميل البحري (1895- 1930 م) مؤلف فلسطيني وكاتب مسرحي ومترجم. صاحب مجلة الزهور والمكتبة الوطنية في حيفا.  منحت دائرة الثقافة في منظمة التحرير الفلسطينية اسمه وسام القدس للثقافة والفنون عام 1990. وأعادت وزارة الثقافة الفلسطينية طباعة كتابه الأول عن مدينة حيفا "تاريخ حيفا" عام 2022. قُتل غيلةً ولم يتجاوز الخامسة والثلاثين.

## حياته وأسرته
ولد جميل حبيب عفارة (البحري) في 12 مايو (أيَّار) 1895 في مدينة حيفا. ولقبت العائلة بالبحري منذ منتصف القرن الثامن عشر وتحديداً أيام الشيخ ظاهر العمر الزيداني شيخ الجليل وحاكم حيفا في ذلك الزمن. فقد كان جده الأول صاحب أسطول بحري تجاري يجوب البحر المتوسط بين حيفا وعكا وطرابلس، ومن هنا كنيت عائلته عفارة بالبحري. وكان والده وكيل أوقاف كنسي، أما أبناء عائلته التي ما زالت تقيم في حيفا فكانوا يمتلكون مساحات من الأراضي على سفوح جبل الكرمل وحيفا، وعمل بعضهم في الزراعة والاخر في التجارة البحرية، ومنهم من توظف في وظيفة مرموقة مثل يعقوب حبيب عفارة فقد كان كاتباً خاصاً لحاكم حيفا مصطفى باشا الخليل الذي ما زال بيته موجوداً في حيفا القديمة داخل الأسوار على بعد مسافة من جامع الاستقلال وبالقرب من حمام الباشا الذي تعود ملكيته للحاكم.
التحق جميل بمدرسة الروم الكاثوليك في البلدة القديمة وبلغ عدد الطلاب آنذاك 300 طالب. وتلقى تعليمه الابتدائي على يد رجال دين كاثوليك، وتعلم اللغة التركية كونها اللغة الرسمية للبلاد التي كانت خاضعة لحكم الأتراك واللغة الفرنسية كون المدرسة تابعة لطائفة الروم الكاثوليك التي كانت ترعى من الحكومة الفرنسية.
عمل في المدرسة الوطنية الأسقفية وبعد الحرب العالمية الأولى انتسب إلى طاقم معلمي المدرسة الأسقفية الكاثوليكية بحيفا وكان معلماً للغة العربية.

## اهتماماته وإسهاماته
ظهرت عليه علامات الإهتمام بالأدب والكتابة، نشر سلسلة من الروايات التي ألفها أو قام بترجمتها من الفرنسية إلى العربية في مجلة المسرة التي كانت تصدر عن الجمعية البولسية في بيروت. وكان هو وشقيقه حنا مهتمين بتنشيط الحركة الأدبية والفكرية في حيفا خاصة بعد زوال الحكم التركي ومجيء الاستعمار البريطاني فقاما بإفتتاح المكتبة الوطنية في حيفا عام 1922، وساهم مع مجموعة من المثقفين في تأسيس حلقة الأدب في حيفا للتشجيع على فن الخطابة واللغة العربية، وشاركه بالتأسيس الكاتب توفيق زيبق ورفيق بك التميمي والدكتور قيصر خوري واديب الجدع وتوفيق الخطيب وعبد الرحمن رمضان.
أصدر مجلة "زهرة الجميل" في أيار عام 1921 ثم اقتصر اسمها على "مجلة الزهرة" وهي مجلة أدبية روائية أخلاقية فكاهية تصدر مرتين في الشهر واستمرت حتى عام 1927. ثم أصدر مجلة تحت عنوان" الزهور" وكانت مجلة أسبوعية ثم تحولت إلى مرتين في الأسبوع وبقيت تصدر بعد وفاته بحوالي تسعة شهور في عام 1931.

## مؤلفاته وترجماته[2][8]
ألف البحري العديد من الأعمال منها:
- مسرحية قاتل أخيه عام 1919.[9]
- تاريخ حيفا عام 1922.[4]
- رواية وفاء العرب 1922.
- الوطن المحبوب عام 1923.
- مسرحية حصار طبريا 1924.
- مأساة الخائن من ثلاثة فصول عام 1924.
- مجموعة قصصية بعنوان الكرمليات.
- مسرحية أبو مسلم الخرساني.
- مأساة في سبيل الشرف من خمسة فصول عام 1926.
- ترجم العديد من الأعمال مثل: الأصم الأبكم، الإخفاء الغريب، الهجوم على بلجيكا، مصائب المسيحية، العاشق الروماني، مائدة الزعيم، الماسة الزرقاء، الخرساء.

## وفاته
كان جميل يعمل متطوعاً لدى المطران  غريغوريوس حجار وكيلاً للأوقاف في حيفا، ووقعت خلافات كبيرة بين مسلمي ومسيحيي المدينة حول ملكية مقبرة في حي محطة الكرمل، وأثناء قيامه بتفحص أحوال المقبرة انقض عليه شابان مأجوران من حيفا وضربه أحدهما بأداة حادة أدت إلى مقتله وذلك في 6 أيلول عام 1930. وكادت تندلع حرب طائفية بين أهالي حيفا لولا تدخل المفتي الحاج أمين الحسيني والمطران الحجار.
أقيمت له جنازة ضخمة وألقيت قصائد شعرية رثائية وكلمات تأبينية نشرتها صحافة فلسطين مثل صحيفة الكرمل، وصحيفة فلسطين اليافية.
وقال صديقه الشاعر وديع البستاني في رثائه: